# Yoon (cognome)
Yoon (윤?, 允, 尹, 潤?) è un cognome di lingua coreana.

## Possibili trascrizioni
Yeun, Youn, Yun, Yune.

## Origine e diffusione
Esistono due clan distinti: il clan Papyeong, di Paju, e il clan Haepyeong. Il primo è il più noto e numeroso ed è formato dai discendenti del generale Yun Sin-dal, aiutante di Wang Geon nella fondazione della dinastia Goryeo; molte regine coreane appartenevano a questo clan, tra cui Jeonghyeon, Jeonghui, Munjeong e Janggyeong. Al secondo apparteneva l'ultima imperatrice di Corea, Sunjeonghyo, discendente di Yoon Goonjeong della dinastia Goryeo.
Si tratta del 9º cognome per diffusione in Corea secondo i dati del Korean National Statistics Office del 2015. Conta circa 1020564 presenze.

## Persone
- Yoon Bo-mi, cantante sudcoreana
- Yoon Bo-ra, cantante sudcoreana
- Yoon Suk-yeol, politico sudcoreano